# Туризм в Бурунди
Туризм в Бурунди — это отрасль экономики в Бурунди. Одной из достопримечательностей статьи можно считать Бужумбуру, крупнейший город и бывшую столицу. Также достаточно популярно озеро Танганьика.

## Индустрия туризма
В Бурунди есть достаточное количество природных ресурсов, флора и фауна, которые могут привлечь туристов. Однако туризм играет крайне незначительную роль в ВВП страны. Так, в 2013 году ВВП туристической отрасли составил 2,1 % от ВВП страны, в 2014 году — 2 %.
По данным Всемирного банка, в 2000-х годах в Бурунди росло количество иностранных туристов. Так, 2000 году Бурунди посетили около 29 000 иностранцев, а в 2005 году их число увеличилось до 148 000. В 2006 году этот показатель составил 214 000. Затем количество туристов уменьшилось: в 2010 году страну посетило всего 142 000 туристов. После этого произошёл политический кризис, который значительно навредил туризму.
Инфраструктура крайне бедна. Возможностей для заселения туристов и их перевозки крайне мало. В 2010 году правительство Бурунди создало 20-летний план для улучшения туристической инфраструктуры в стране. Он будет выполняться совместно с Африканским банком развития. Также этот проект финансировался другими странами и некоторыми организациями.

## Вакцинация
На территории страны возможно заражение, поэтому, как правило, приезжие должны сделать прививку от желтой лихорадки.
Малярия — эндемичное заболевание, встречается в Бурунди, но имеет ограниченный ареал.
Также может потребоваться вакцинация от холеры.

## Достопримечательности
Экотуризм — одно из основных направлений туризма в Бурунди. Национальный парк Кибира, река Рурубу и озеро Танганьика — это территории, где обитают дикие животные. Есть также озера диких птиц, например, озеро Рихинда. Территория этого озера считается заповедником.
Барабанщики в Бурунди (известны как Abatimbo) также привлекают туристов. Деревянные барабаны — это часть древней культуры Бурунди. Их звук считается «древним» и «священным», является символом единства. В 2014 году ритуальный бурундийский танец был включен в список нематериального культурного наследия ЮНЕСКО.
В Бурунди нет объектов всемирного наследия, признанных ЮНЕСКО, но 10 объектов включены в предварительный список. Эти 10 объектов — это Гишора, Мугамба, Мурамвья, Гасумо (самый южный исток Нила), озеро Рвинда, озеро Танганьика, национальный парк Русизи, национальный парк Кибира, национальный парк Рувубу и водопады Кагеры.

## Галерея
- Озеро Танганьика из космоса (июнь 1985 года)
- Церковь Гитега
- Бегемоты в национальном парке Рузизи
- Пляж в Бужумбуре (на северной стороне озера Танганьика)